# Csapody Pál
Zalalövői Csapody Pál János Nepomuk Antal Vince (Ádánd, Somogy vármegye, 1808. augusztus 10. - Terezovác, Verőce-Drávamente megye, 1859. április 10.), ádándi nagybirtokos, híres lótenyésztő, táblabíró, 1848-as honvédkapitány.

## Családja és származása

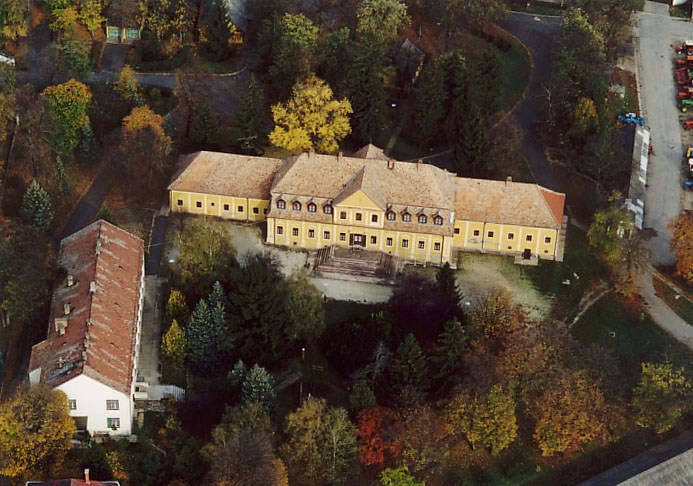
Az ádándi Csapody-kastély, amelyet Csapody Gábor építtetett.

A dunántúli előkelő nemesi származású zalalövői Csapody család sarja. Édesapja zalalövői Csapody Gábor (1760–1825), somogyi alispán és királyi tanácsos, édesanyja nádasi Tersztyánszky Erzsébet (1770–1841) volt. Nagyszülei zalalövői Csapody József (1727–1771), Somogy vármegye főszolgabíraja, földbirtokosés jobaházi Dőry Anna (1739–1805) voltak. Az anyai nagyszülei nádasi Tersztyánszky József (1726–1773), veszprémi főszolgabíró, földbirtokos és bodorfalvi Baranyay Anna (1736–1793) voltak. Az apai ági ükszülei zalalövői Csapody István (†1703), a zalalövői vár utolsó főkapitánya, és osztopáni Perneszy Zsófia voltak.

## Élete
1824-ben lépett be a Győri Királyi Jogakadémiára, ahol jogászként diplomázott 1826-ban. Az édesapja által szerzett hatalmas ádándi birtokon Csapody Pál kastélyt építtetett 1820 és 1827 között az osztopáni Perneszy család régi kastélya helyére. Ádándon, két földesúr élt a 19. század elején: Csapody Pál és a szintén Perneszy leányági leszármazott vizeki Tallián Boldizsár (1781-1834), somogyi alispán, akiket nem csak rokoni, hanem baráti szálak is kötöttek. A lótenyésztő Csapody Pál arab ménesei nagyon híresek voltak Dunántúlon. Az igen túlsúlyos testalkata ellenére, Csapody kiválóan lovagolt és remek fogathajtó volt. Báró Wesselényi Miklós, báró Kemény Zsigmond, Deák Ferenc és Csány László közeli barátja volt. Később, aktív szerepet töltött be a szabadságharcban. 1848 augusztusában Somogyban az 5. zászlóalj az igali járásban Csapody Pál őrnagy vezette az egyik felét. 1849 márciusában Roboz István vendégeskedett Ádándon Csapody Pálnál, ahol írta a „Kossuth imája, a kápolnai csatamezőn".
Csapody Pál utolsó lakhelye Berchtesgaden volt, ahol egy tágas vadászvillát bérelt. Onnan sűrűn járt el Magyarországra, legtöbbször Szlavóniába, a Verőcze megyei Teresováczra leghívebb barátja és rokonához, a pribéri és vuchini Jankovich-Bésán család sarjához, pribéri és vuchini Jankovich-Bésán József úrhoz. Ott jó barátja házánál vidám vadásztársak körében 1859 áprilisában, szívszélhűdés következtében elhunyt.
Csapody Pál gyermektelen házassága után a zalalövői Csapody család végleg kihalt.

## Házassága
1826. január 10-én Dozmaton vette el kisgeszényi Szabó Amália (Szombathely, 1810. január 9.-Kőszeg, 1888. december 21.) kisasszonyt, kisgeszényi Szabó Ignác (1770-1828) Vas vármegye alispánja, királyi tanácsos, földbirtokos és Seemüller Anna (1778–1835) lányát. Az apai nagyszülei kisgeszényi Szabó János (1716–1775), nádori titkár, földbirtokos és Fischer Anna voltak. A házasságkötésnél az egyik násznagy dukai és szentgyörgyvölgyi Széll Imre (1793-1856), királyi hétszemélynök, Vas vármegye követe és főjegyzője, a másik kisgeszényi Szabó András volt. Csapody Pál és kisgeszényi Szabó Amália házasságából nem született gyermek.